# Lastdier

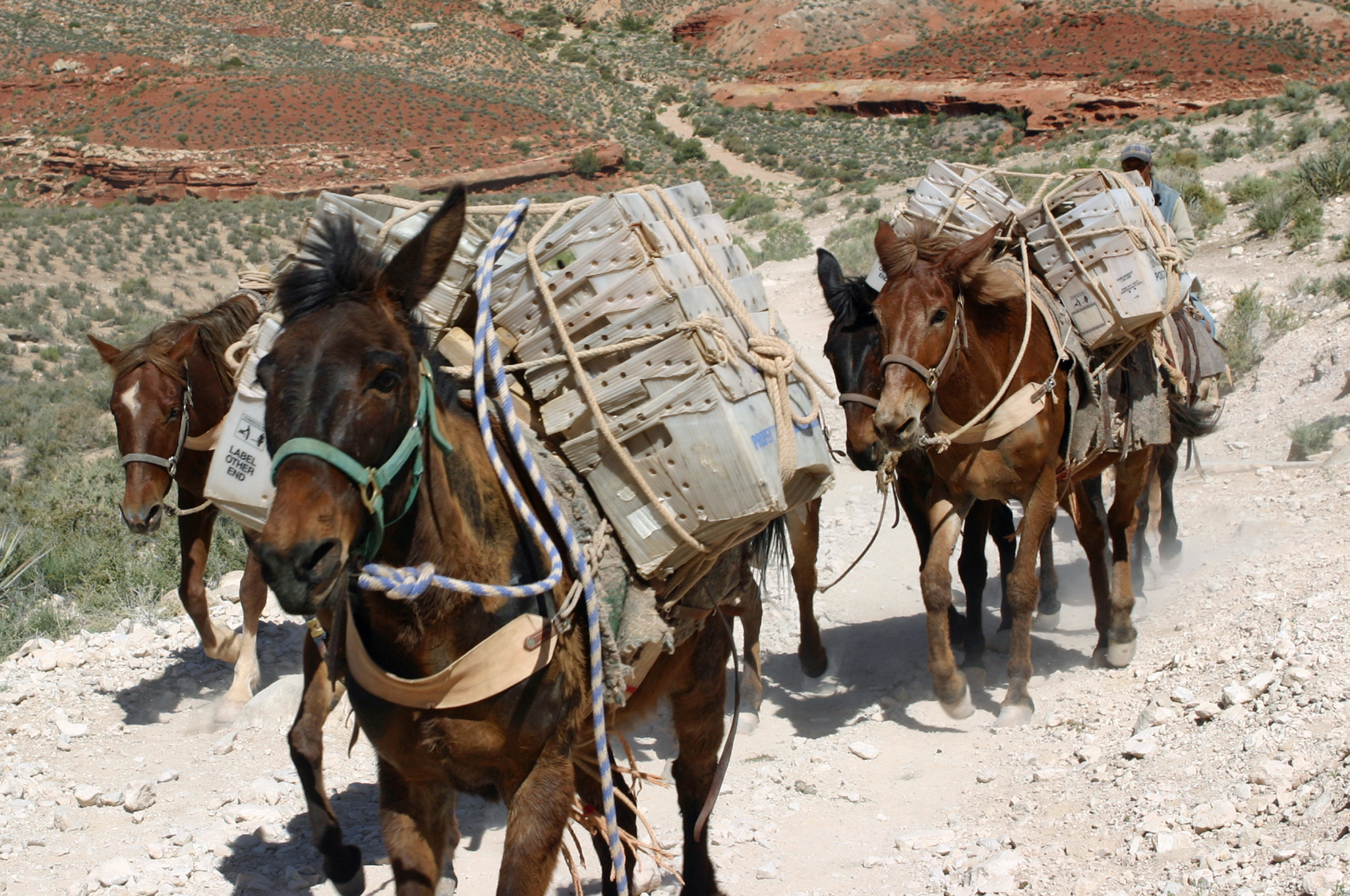
Muildieren als pakdier voor de post

Een lastdier of pakdier is een dier dat, na domesticatie, als vervoermiddel voor goederen ('last') wordt gebruikt. Een tuigage stelt het dier in staat de last te dragen. De meeste lastdieren kunnen tevens als rijdier, en vaak ook als trekdier dienen.
Lastdieren worden gebruikt in vele moeilijke omstandigheden zoals bergachtige gebieden en woestijnen. Een lastdier is een huisdier met een eigen taak. Door de toenemende motorisering ziet men steeds minder lastdieren in het dagelijks verkeer. Vooral op moeilijk begaanbaar terrein hebben zij echter hun onmisbaarheid bewezen. Pakpaarden werden bijvoorbeeld nog tot in de Tweede Wereldoorlog in de bergen gebruikt door de cavalerie van het Zwitserse leger. Daar bestond een lange traditie van paktreinen, die goederen over bergpaden vervoerden, te vergelijken met de karavaan in woestijngebieden.

## Lastdier
- Dromedaris
- Ezel
- Gaur
- Jak
- Kameel
- Lama
- Muildier/muilezel
- Olifant
- Os
- Paard
- Rendier
- Waterbuffel
- Zeboe
- Sledehond

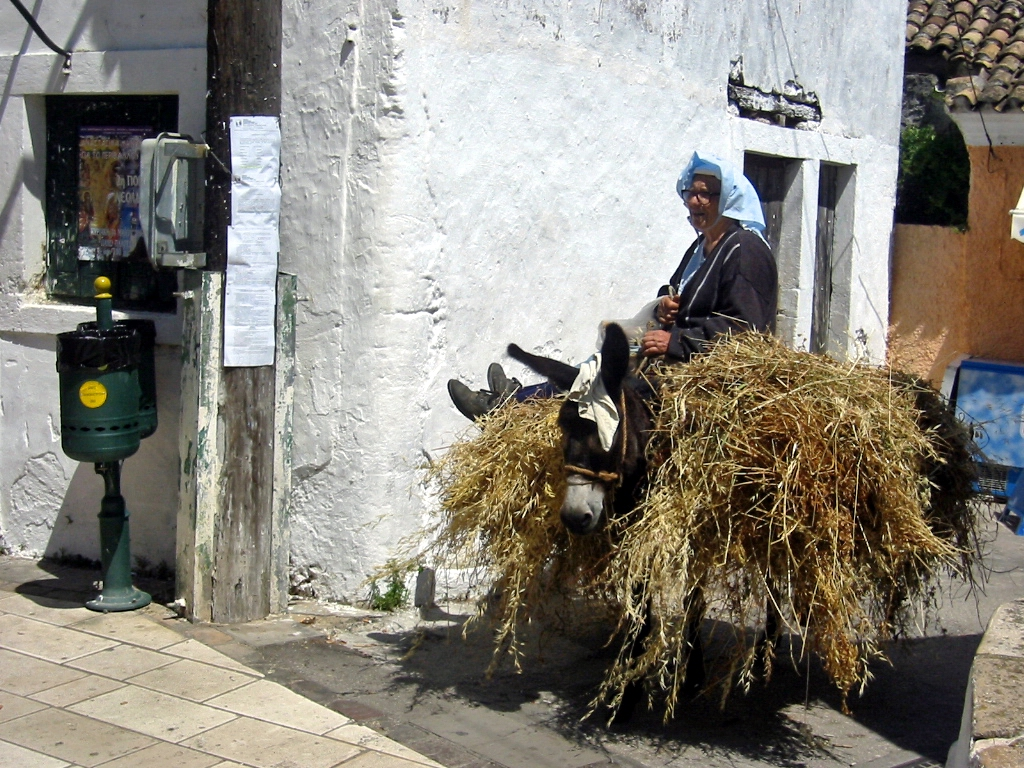
Lastezel op Korfoe
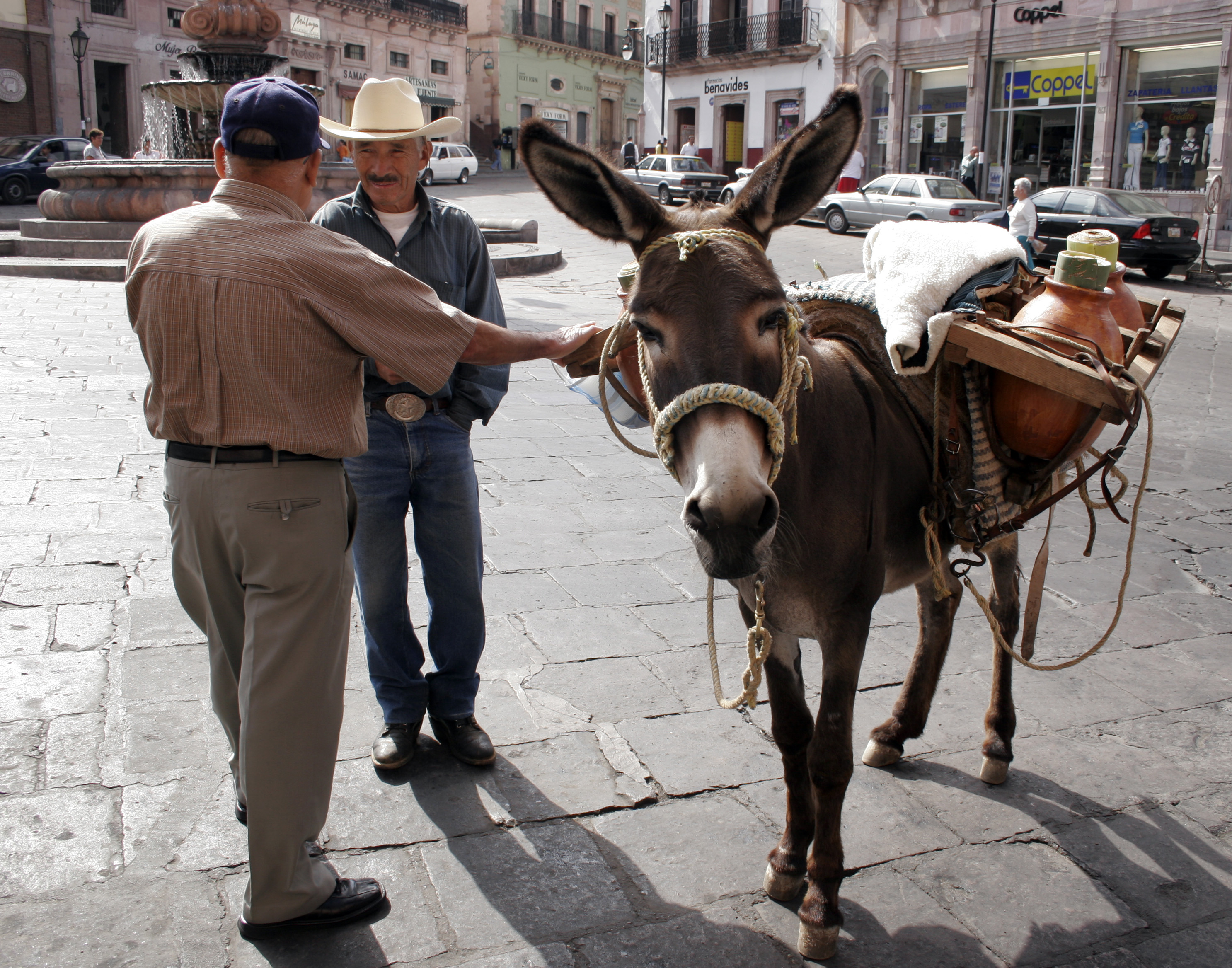
Lastezel in Mexico
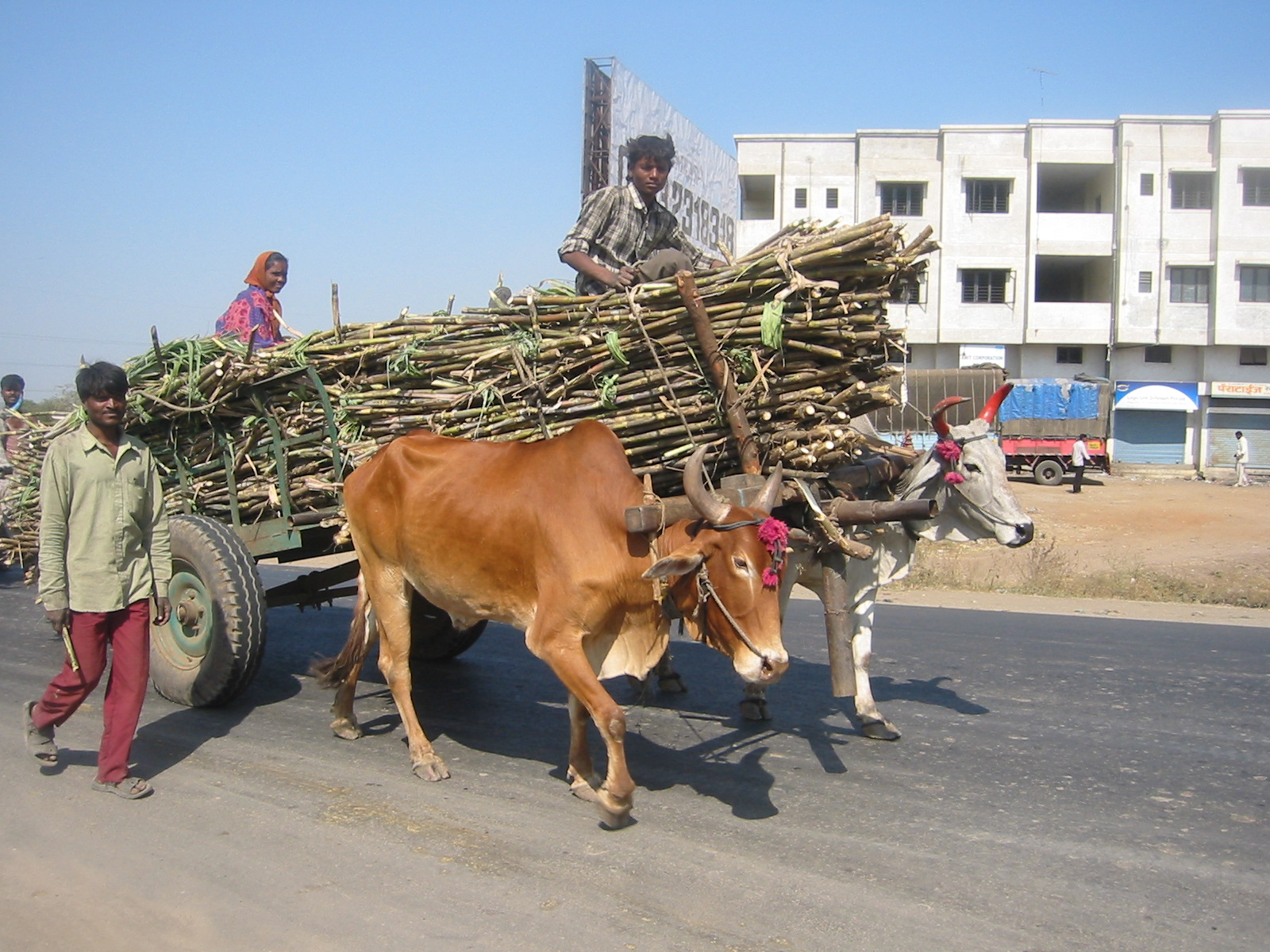
Ossen als trek- en lastdier
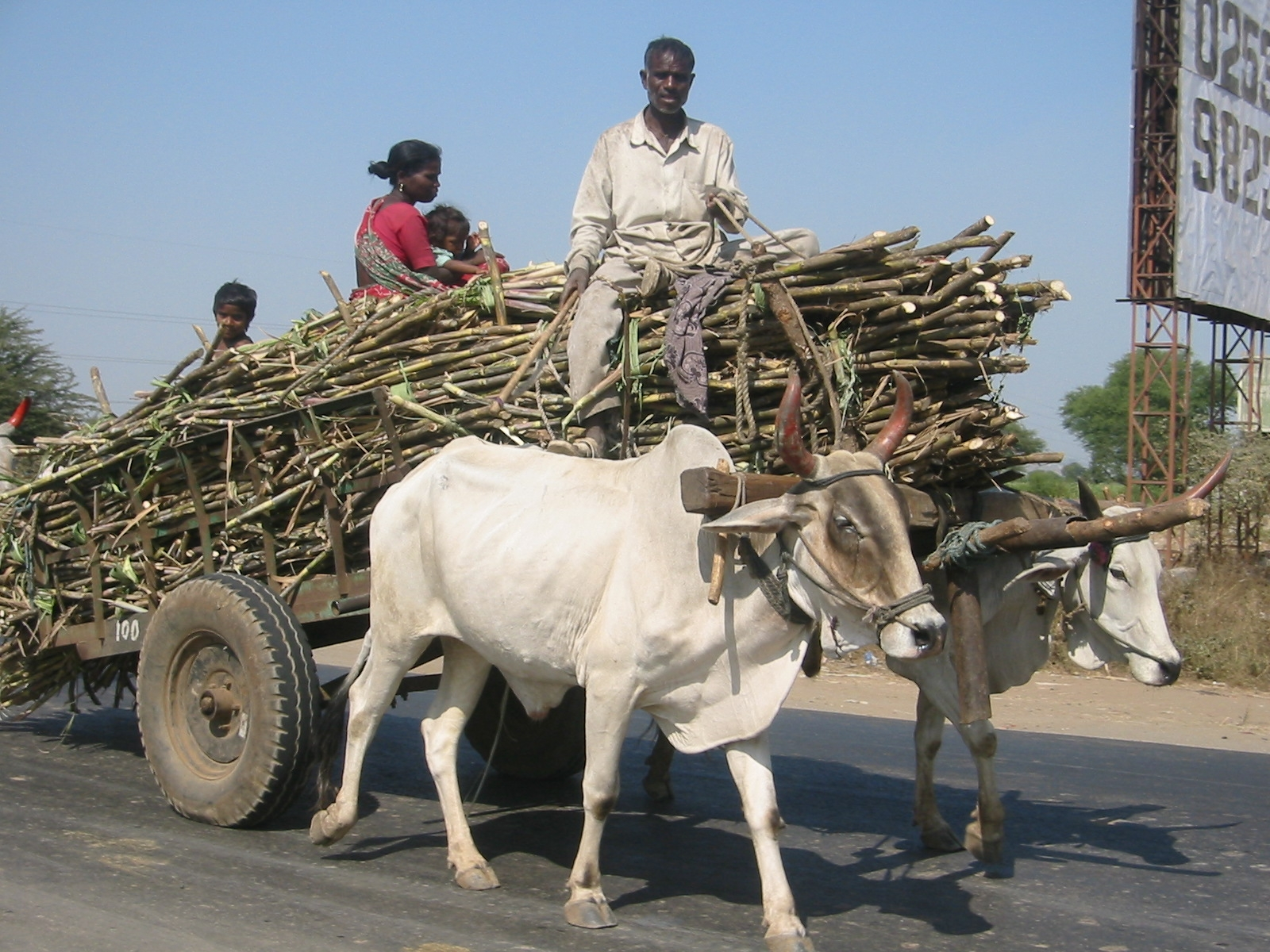
Ossen met suikerriet
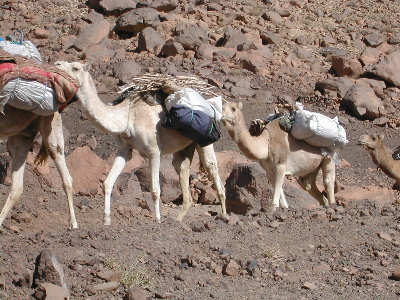
Dromedarissen in Algerije
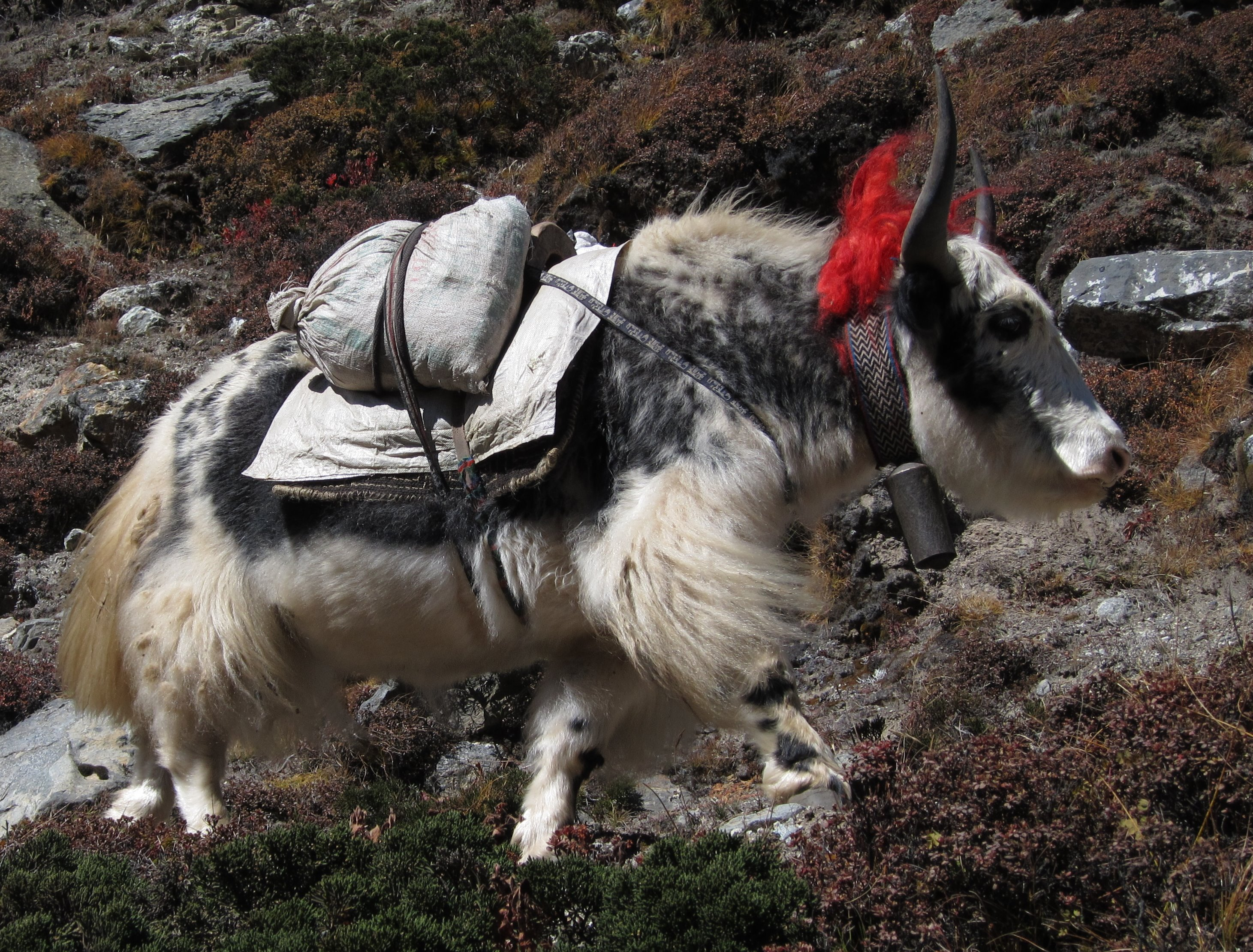
Jak in Tibet

## Rijdier
De meeste dieren die als lastdier gebruikt worden kunnen ook door de mens als rijdier bereden worden. Paarden en pony's zijn de voornaamste rijdieren in West-Europa. Rond de Middellandse Zee gebruikt men veel ezels. In woestijngebieden worden dromedarissen en kamelen gebruikt. De struisvogel kan door een lichte ruiter bereden worden maar dit blijft steeds een curiositeit.
- Dromedaris
- Ezel
- Jak
- Kameel
- Muildier/muilezel
- Os
- Paard
- Pony
- Rendier
- Struisvogel
- Waterbuffel

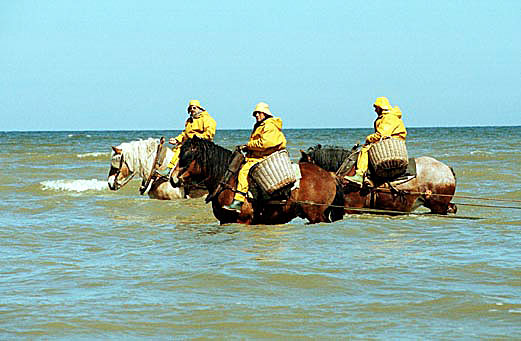
Paardenvissers in België
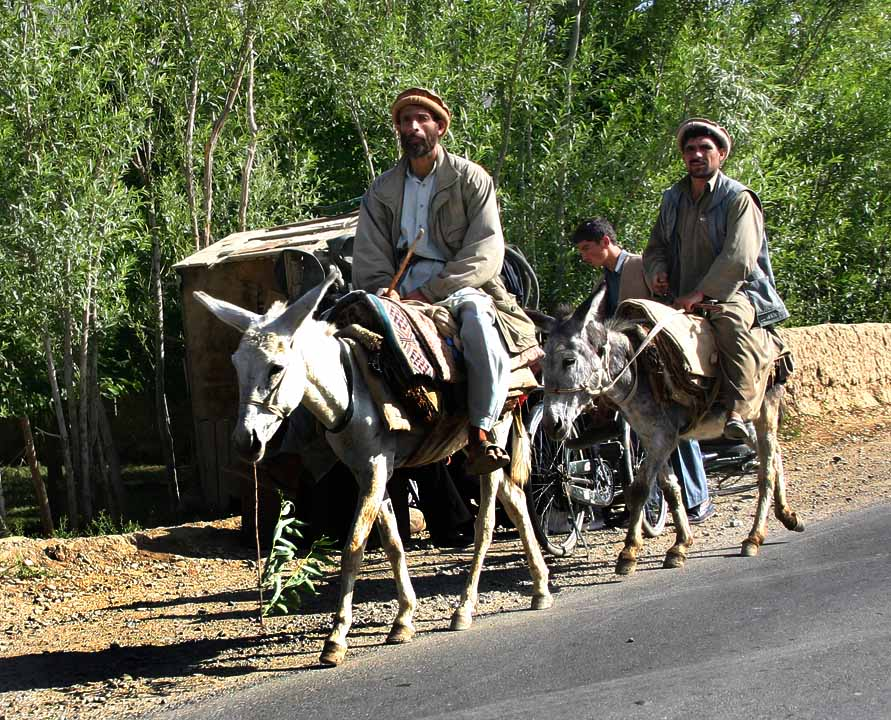
Ezels in Afghanistan
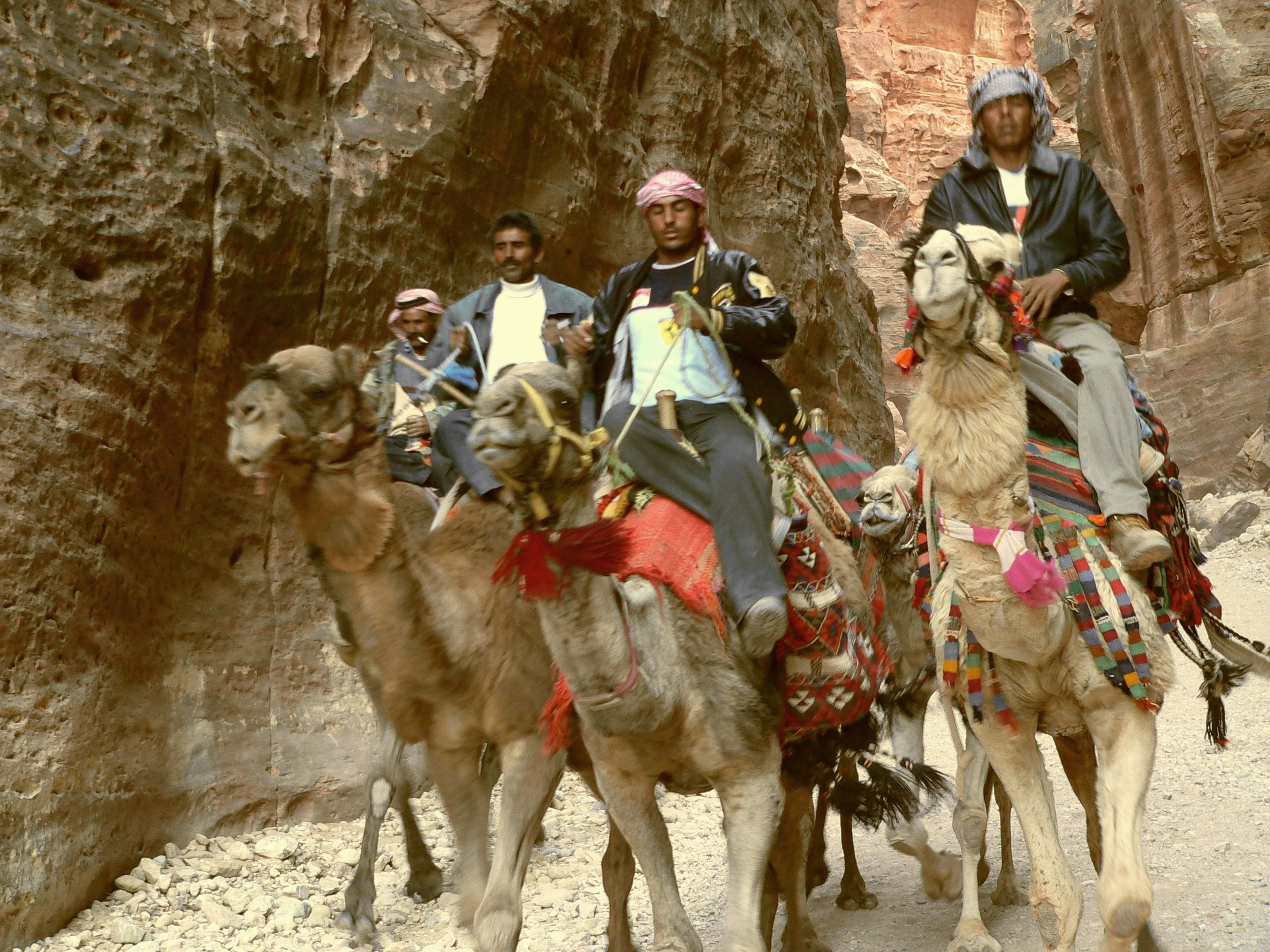
Dromedarissen in Petra
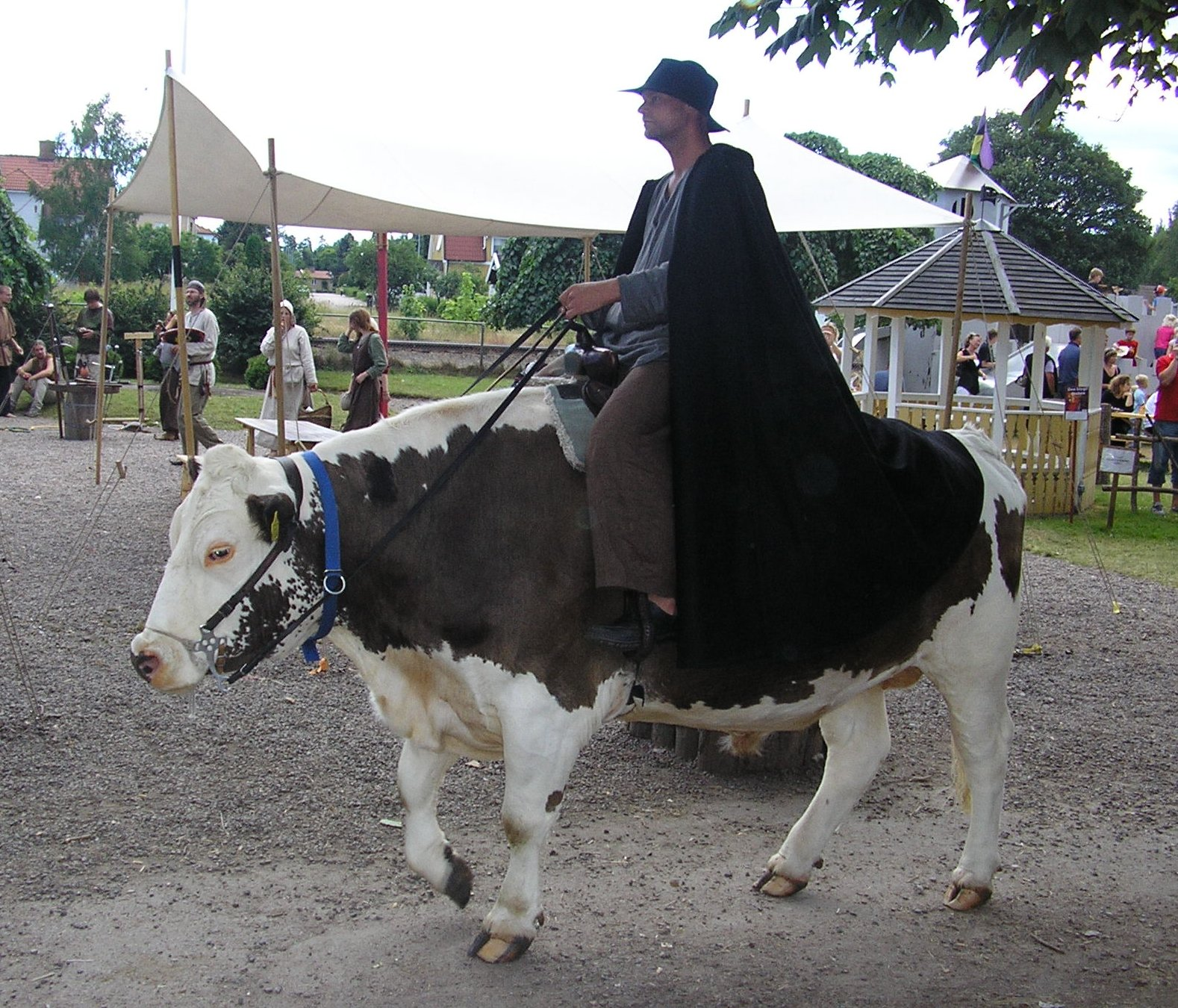
Een bereden os
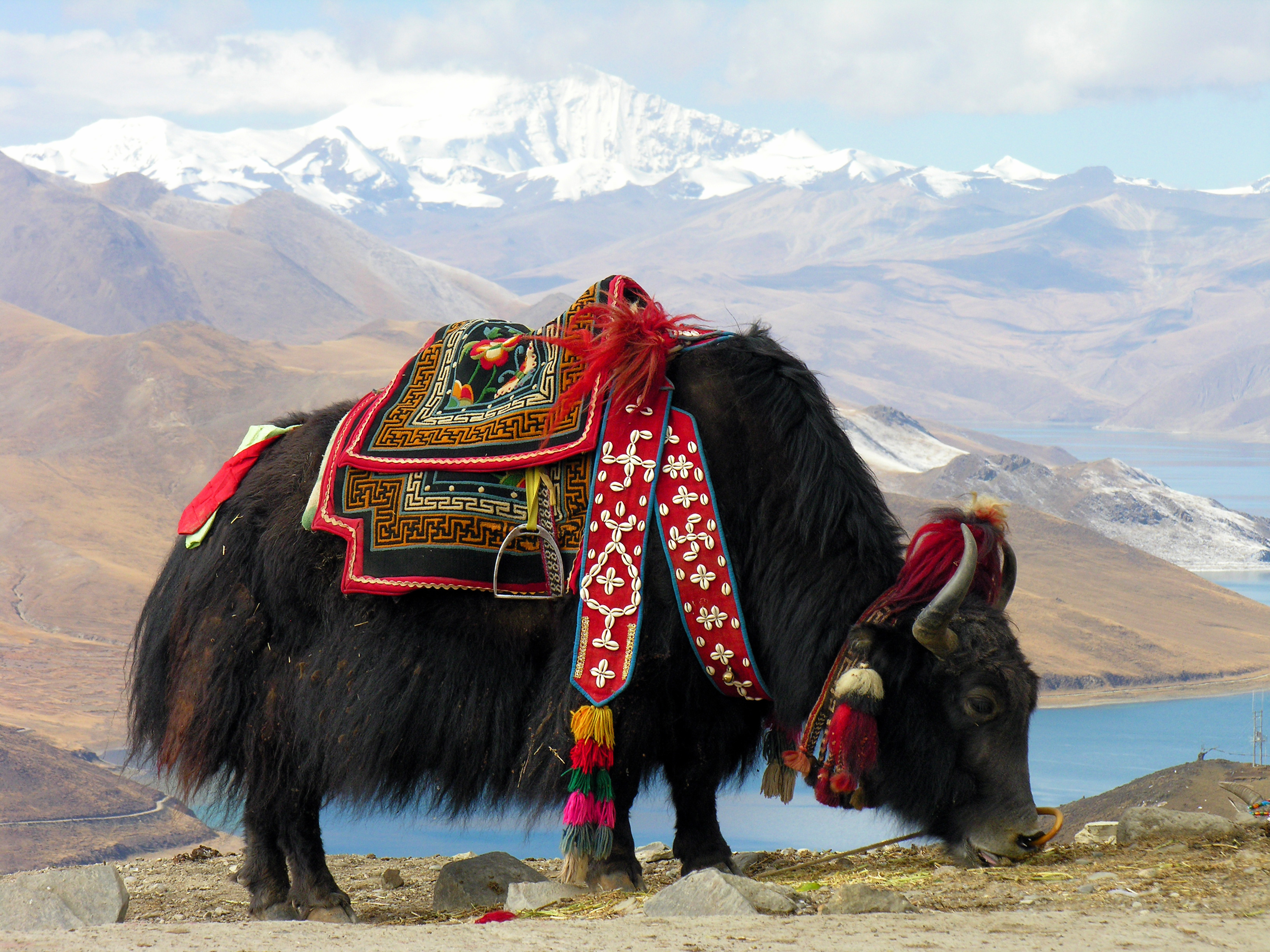
Jak met traditioneel rijzadel
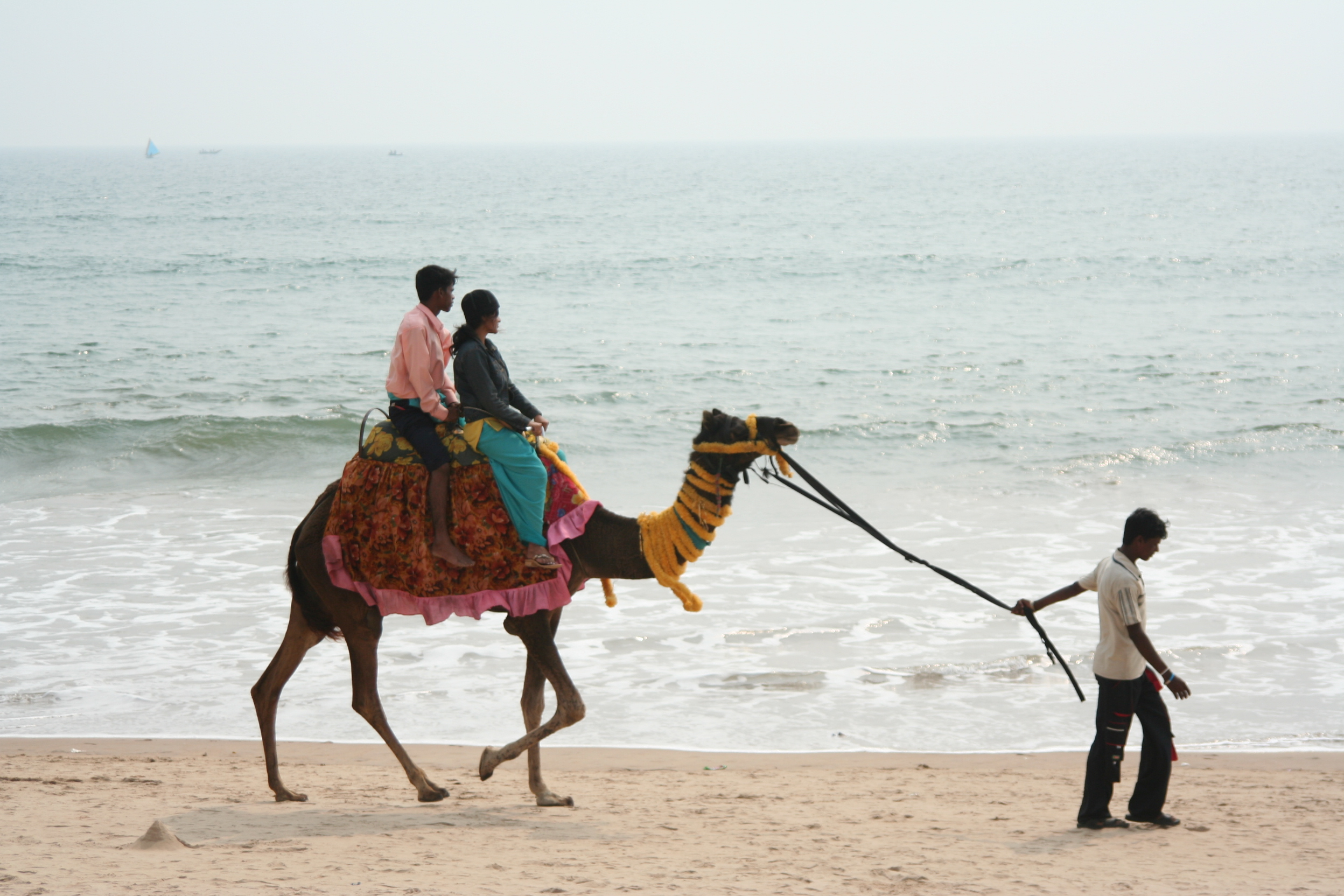
Dromedaris in India